# Tsu (kana)
Tsu (romanização do hiragana つ ou katakana ツ) é um dos kana japoneses que representam um mora. No sistema moderno da ordem alfabética japonesa (Gojūon), ele ocupa a 18.ª posição do alfabeto, entre Chi e Te.
O caractere pode ser combinado a um dakuten, para formar o づ em hiragana, ヅ em katakana e dzu (ou zu) em romaji.
Não pode ser confundido com um sokuon, que é idêntico, só que menor.
| Formas                           | Romaji              | Hiragana        | Katakana        |
| -------------------------------- | ------------------- | --------------- | --------------- |
| ts- (た行 ta-gyō)                | tsu                 | つ              | ツ              |
| ts- (た行 ta-gyō)                | tsuu tsū            | つう, つぅ つー | ツウ, ツゥ ツー |
| Com dakuten dz-/z- (だ行 da-gyō) | dzu (zu)            | づ              | ヅ              |
| Com dakuten dz-/z- (だ行 da-gyō) | dzuu (zuu) dzū (zū) | づう, づぅ づー | ヅウ, ヅゥ ヅー |

| tsa   | つぁ | ツァ |
| tsi   | つぃ | ツィ |
| (tsu) | (つ) | (ツ) |
| tse   | つぇ | ツェ |
| tso   | つぉ | ツォ |

| zwa        | づぁ | ヅァ |
| zwi        | づぃ | ヅィ |
| (dzu / zu) | (づ) | (ヅ) |
| zwe        | づぇ | ヅェ |
| zwo        | づぉ | ヅォ |

## Formas alternativas
No Braile japonês, つ ou ツ são representados como:
| ●  | ●  |
| － | ●  |
| ●  | － |

O Código Morse para つ ou ツ é: ・－－・

## Traços

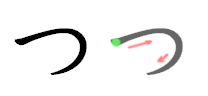
Seqüência de traços para escrita do つ

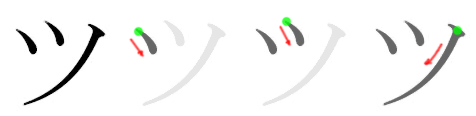
Seqüência de traços para escrita do ツ